# Аранжування
Аранжува́ння (фр. arrangement — порядок, улаштування):
- Перекладання, пристосування музичного твору, написаного для певного інструмента (голосу, співака чи ансамблю), для виконання його в іншому складі інструментів (голосів). Наприклад, «Пасакалія» Віктора Косенка для фортепіано в перекладенні для баяна тощо;
- Обробка мелодії для виконання на музичному інструменті або для голосу з супроводом.

Завдяки аранжуванню в музиці захищений авторським правом музичний твір змінюється за допомогою музичних або технічних засобів дизайну в оригінальній формі вираження.
- Полегшений виклад музичного твору для виконання на тому самому інструменті;
- В естрадній музиці — гармонізація та інструментування нової або добре відомої мелодії;
- У джазі — спосіб закріплення загального задуму ансамблевої й оркестрової інтерпретації та головний носій стильових якостей;
- Створення композицій, букетів із різних кольорів, рослин як вид мистецтва.

Аранжува́льникфахівець з аранжування.

## Загальні риси
Класична музика має бути вірна оригіналу, тому там немає місця навіть для незначних змін. Вірність оригіналу надає певного визнання, незалежно від того, який симфонічний оркестр чи ансамбль виконує. Але навіть за суворих партитур, реалізація твору все одно вимагає інтерпретації музикантів та співаків, а отже, естетичної інтерпретації нот, навіть якщо межі жорсткі. Тому аранжування — це особлива форма інтерпретації та відхилення від партитури оригіналу за допомогою музичних засобів. Аранжування як форма інтерпретації твору сьогодні в основному зустрічаються лише в інших музичних стилях, особливо в джазі, поп- та рок-музиці. Асоціація Шенберга для приватних музичних виступів — приклади поширеної історичної практики аранжувань класичної музики.  
Перероблення оригіналу розуміється як домовленість. Композитори час від часу вдавались до аранжувальників, адже аранжування — це творчий феномен, характерний для популярної музики. Масштаб домовленості варіюється від випадкових втручань до повної перероблення оригіналу.
Тип (нового) налаштування музичного твору або обробки може бути різним:
- Зміст оригіналу зберігається, як і у випадку із транскрипцією композиції для іншого складу.
- Частини оригінальних композицій поміщаються разом в новому порядку і, в разі необхідності, в поєднанні з додатково складеними переходами, наприклад, попурі популярних мелодій на певну тему.

## Засоби дизайну
Важливість композиції можна визначити за компонентами композиції. Композиція складається з основних компонентів (мелодія, ритм, гармонія та форма) та вторинних компонентів (аранжування, інтерпретація та техніка запису). Музичні та технічні засоби доступні аранжувальнику для аранжувань. Він може наголосити на одному або декількох з них в аранжуванні, ігноруючи інших. Засоби проєктування складаються, зокрема, з інших контрольно-вимірювальних приладів, регармонізації або модуляції.
Для іншої композиції доступні ті самі інструменти дизайну, які композитор може використовувати при розробці оригінального твору. Елементи музичного оформлення включають інструментарій, мелодію, гармонію, ритм, метрику, темп, фразу, артикуляцію, орнаментацію, каденцію чи періодичність.
Елементи технічного дизайну використовують в студії звукозапису для самого звукозапису або для його постпродукції. Вони — частина звукового дизайну. Ехо- або ревербераційні ефекти можуть бути використані в самому звукозаписі, а звукові ефекти — в постпродакшені. Навіть змішування як передостаннього процесу в студії звукозапису може містити дизайнерські аспекти аранжування.

## Функції
Аранжування має на меті донести до слухача ще один варіант інтерпретації оригіналу. Він може відкрити іншу аудиторію, якщо представляє інший стиль музики у порівнянні з оригіналом. З комерційних причин пісня, яка зазнала невдачі в оригіналі, перероблена, щоб зробити її хіт-парадом за допомогою більш привабливого аранжування, як у версії Чубатого Чекера The Twist, оригінал якої написав Генк Баллард 11 листопада 1958 року. Версія Чекера була настільки разюче схожа на оригінал, що Генк Баллард вважав, що це його твір, коли він слухав радіо. Версія Чекера була однаковою за висотою, ритмом та вокалом і мала мільйонні прибутки.
Аранжування надає музичному твору формотворчого характеру, що може сприяти визнанню цінності. Завдяки аранжуванню структуру композиції, дану композитором, можна спростити або ускладнити. Аранжування є центральним стилістичним прийомом поп та рок-музики. Аранжувальник є найважливішою ланкою між композитором і його композицією та музикантами чи оркестрами, які виконують або записують ці музичні твори. Його робота полягає в тому, щоб мати можливість працювати над наявною композицією для будь-якого типу інструментарію та у будь-якому стилі.  
Наразі, особливо з електронною та попмузикою, аранжування іноді включає також частину аранжування, яка сприймається більше як частина композиції або наближається до реміксу. Аранжувальником часто є той, хто знову працював над структурою музичного твору для вже закінченого запису. Різні види діяльності іноді неможливо чітко окреслити одна від одної.

## Історія
У пізній музиці епохи Відродження та бароко вже використовували аранжування. Наприклад, клавесиніст Вівальді зіграв мелодії спонтанно, імпровізуючи, і вони лише пізніше були зафіксовані в примітках, в результаті чого імпровізаційний характер був втрачений. Тоді як у «класичній музиці» були чітко написані ноти та оркестрова композиція. Інші музичні стилі дають більше місця для вільнішого виконання або імпровізації. Йоганн Штраус (син) сам писав партитури власних композицій, але також влаштовував оперну та концертну музику інших авторів для власного оркестру. Всього існує понад 500 аранжувань закордонних композицій. 
Музичні твори, створені в XIX столітті — наприклад, у блюзі, джазі чи попмузиці, у народній музиці — надавали виконавцям (музикантам чи співакам) більшу свободу в інтерпретації твору. Музика цих напрямів часто подаються лише з точки зору мелодійної лінії та послідовності гармонії. Завдання аранжувальника — перетворити ці кілька специфікацій на аранжування, що дає музикантам більш детальну інформацію. Це можна зробити шляхом створення партитури, за допомогою усних домовленостей з музикантами або за допомогою аудіоприкладів.
Аранжування набували в джазі більшого значення. Тут аранжування використовують «симфонічні» джазові оркестри, які готували Пол Вайтмен, Лео Райзман або Жан Голдкетт. Відомими аранжувальниками того часу були Дон Редман (для Флетчера Гендерсона), Док Кук (чиказький джаз) та Ерскін Тейт. Стандартні формули аранжувань біг-бендів були встановлені Артом Гікманом, Біллом Чаллісом або Ферде Грофе. Зокрема, Грофе розробив принципи для Пола Вайтмена.
У ході історії музики аранжування робили не лише інші аранжувальники, але й самі композитори оригінальних творів. У ХІХ столітті зростала потреба у легко виконуваних аранжуваннях відомих творів, наприклад для танцювальних оркестрів. Оскільки музичні шедеври часто пристосовували до акторських складів, особливо в салонній музиці чи кав'ярні, та до уподобань менш вимогливої аудиторії, яка хотіла лише почути популярні «красиві мелодії», її виводили з якісного музичного контексту.

## Аранжування у джазі
Через переважну імпровізацію у джазі, як правило, не існує нотацій, а отже, і партитур для окремих інструментів. Це надає аранжуванню особливого значення. Джазова композиція означає налаштування музичного твору на інший склад, ніж оригінал. У джазі аранжування набуло особливої важливості за часів біг-бенду. Керівники гуртів культивували джазові аранжування для більших груп, спираючись на досягнення Джелі Ролл Мортон як аранжувальника. Стандартне аранжування в джазі передбачає, що за вступом слідує аранжування, що веде до соло, які, своєю чергою, замінюються аранжуванням головної частини. У джазі вихідний матеріал («оригінал») розуміється лише як музичне ядро; конкретна композиція — це власне музичне творіння. Ось чому в джазі аранжувальник часто розглядається як справжній композитор. Багато джазових треків стали популярними лише у формі певного аранжування, наприклад, In the Mood за адаптацією Глена Міллера. У джазі аранжування були й залишаються унікальною ідентичністю джазового колективу. У джазі аранжування є альтернативою імпровізації, а не заміною імпровізації, як у поп- та рок-музиці. 

## Аранжування в поп і рок-музиці
Аранжування звучить у поп і рок-музиці не пізніше композиції «Вчора» від «Бітлз» 17 червня 1965 року. Більше не прив'язаний до звичайних інструментальних інструментів біт-групи. Однак новий твір також може базуватися на оригіналі, проте аранжування може змінити оригінал. В ультразвуковому Studio, Vanilla Fudge була епічна версія Supremes хіт всього за один дубль. Хоча обкладинки часто базуються на оригіналі, в цьому випадку оригінал навряд чи можна було впізнати. Доріжка, записана в моно, продовжена до 6:47 хвилин і сповільнена до уповільненого руху, оскільки початковий темп зменшився наполовину. Психоделічний звук з неокласичною партією органу та пасажами відчужує оригінал до невпізнання. Одинична версія, скорочена до 2:50 хв, вийшла 2 березня 1967 року і викликала світову сенсацію. Відомими аранжувальниками попмузики були Лейбер, Джек Ніцше, Філ Спектор, Джордж Мартін і Тодд Рундгрен. Приклад музичного продюсера Джорджа Мартіна показує, що завдання між музичним продюсером та аранжувальником у комерційній музиці часто є нестабільними.